# L'Âme du ghetto
Pour plus de détails, voir Fiche technique et Distribution.
L'Âme du ghetto (Symphony of Six Million) est un film américain réalisé par Gregory La Cava, sorti en 1932.

## Synopsis
Felix 'Felixel Klauber, un jeune homme brillant issu d'une famille juive très unie et vivant dans le ghetto du Lower East Side à New York. Il devient médecin traitant pour des personnes riches et ouvre un cabinet sur Park Avenue. Son frère l'encourage alors dans ses ambitions et utilise l'amour de Félix pour leur mère pour améliorer leur conditions de vie.
Avec le temps, le succès de Felix l'amène à s'éloigner à la fois de sa famille et de la communauté de l'ancien quartier, y compris de son amie d'enfance Jessica, qui est handicapée par une maladie de la colonne vertébrale depuis qu'elle est jeune fille. Jessica devient enseignante d'enfants aveugles tandis que Félix se concentre davantage sur sa nouvelle clientèle. Un jour, un élève de Jessica meurt avant que Félix n'ai pu offrir son aide.
Plus tard, Félix opère son père, qui a une tumeur au cerveau mais est mortifié lorsqu'il meurt sur la table d'opération. Il se détourne alors de la chirurgie et de son don de guérison, se concentrant sur la restauration d'hypocondriaques bien nantis. Apprenant que Jessica a besoin d'une opération de la colonne vertébrale, il se demande s'il pourra surmonter ses peurs et ses insécurités pour la sauver.

## Fiche technique
- Titre : L'Âme du ghetto
- Titre original : Symphony of Six Million
- Réalisation : Gregory La Cava
- Scénario : J. Walter Ruben et Bernard Schubert d'après un roman de Fannie Hurst
- Dialogues : Bernard Schubert, J. Walter Ruben et James Seymour
- Production : Pandro S. Berman (producteur associé) et David O. Selznick (producteur exécutif)
- Société de production : RKO
- Musique : Max Steiner
- Photographie : Leo Tover, assisté de Russell Metty (cadreur, non crédité)
- Montage : Archie Marshek
- Direction artistique : Carroll Clark
- Pays de production : États-Unis
- Langue : anglais
- Format : Noir et blanc - Son : Mono (RCA Photophone System)
- Genre : Drame
- Durée : 94 minutes
- Dates de sortie :
  - États-Unis : 14 avril 1932 New York
  - États-Unis : 29 avril 1932
  - France : 30 janvier 1933

## Distribution
- Ricardo Cortez : Dr Felix 'Felixel' Klauber
- Irene Dunne : Jessica
- Anna Appel : Hannah Klauber
- Gregory Ratoff : Meyer Klauber
- Noel Madison : Magnus Klauber
- Lita Chevret : Birdie Klauber
- John St. Polis : Dr Schifflen
- Julie Haydon : Mlle Grey, une infirmière de Felix
- Helen Freeman : Mlle Spencer, une infirmière de Felix
- Josephine Whittell : Mme Gifford
- Oscar Apfel : un docteur
- Eddie Phillips : le mari de Birdie
- Harry Holman : M. Holman un patient